# Быково (Москва)
Быко́во — бывшая деревня на востоке поселения Сосенского Новомосковского административного округа. Сейчас на месте деревни располагается пустырь вблизи ЖК «Москва А101» и ЖК «Скандинавия».

## География
Располагалось на овраге того же имени, при слиянии того с речкой Варваркой, к западу от нынешнего СНТ Солнечный.

## История
В 17 веке входило в состав Сосенского стана Московского уезда, принадлежало Ладыженским.
В 1628 году за Абросимом Ивановичем Лодыженским в Чермневе стане числились деревня Садки и пустошь Максимовская, а в Сосенском стане деревня Быково и пустошь Гнездино. В 1629 году считалось поместьем Абросима Ивановича и Евстрата Леонтьевича Ладыженского, а прежде было за их отцами.
В 1682 году Быково дано в вотчину стольнику Ивану Михайловичу Ладыженскому за Троицкий поход.
С 1780 года деревней владел помещик Пётр Фаддеевич Тютчев, сославший за некую оплошность всех крестьян деревни Быково в Сибирь, но в конце жизни был взят под опеку за жестокое обращение с крестьянами. Однако деревня продолжает числиться на картах до 1920-х годов.